# Élections cantonales de 2011 dans l'Hérault
Les élections cantonales ont eu lieu les 20 et 27 mars 2011.

## Contexte départemental

### Assemblée départementale sortante
Avant les élections, le conseil général de l'Hérault est présidé par André Vézinhet (PS). Il comprend 49 conseillers généraux issus des 49 cantons de l'Hérault. 26 d'entre eux sont renouvelables lors de ces élections.
| Parti                               | Sigle | Élus |
| ----------------------------------- | ----- | ---- |
| Majorité (40 sièges)                |       |      |
| Parti socialiste                    | PS    | 31   |
| Divers gauche                       | DVG   | 6    |
| Parti communiste français           | PCF   | 3    |
| Opposition (7 sièges)               |       |      |
| Union pour un mouvement populaire   | UMP   | 5    |
| Divers droite                       | DVD   | 2    |
| Sans inscrits (2 sièges)            |       |      |
| Chasse, pêche, nature et traditions | CPNT  | 1    |
| Sans étiquette                      | SE    | 1    |
| Président du conseil général        |       |      |
| André Vézinhet (PS)                 |       |      |

## Résultats à l'échelle du département
| Canton                 | Conseiller sortant  | Parti | Parti | Conseiller élu      | Parti | Parti |
| ---------------------- | ------------------- | ----- | ----- | ------------------- | ----- | ----- |
| Béziers-3              | Michel Bozzarelli*  |       | PS    | Philippe Vidal      |       | PS    |
| Béziers-4              | Jean-Michel du Plaa |       | PS    | Jean-Michel du Plaa |       | PS    |
| Capestang              | Jean-Noël Badenas   |       | PS    | Jean-Noel Badenas   |       | PS    |
| Castelnau-le-Lez       | Frédéric Lafforgue  |       | UMP   | Pierre Bonnal       |       | PS    |
| Castries               | Jean-Marcel Castet  |       | PS    | Jean-Marcel Castet  |       | PS    |
| Clermont-l'Hérault     | Alain Cazorla       |       | PS    | Alain Cazorla       |       | PS    |
| Ganges                 | Jacques Rigaud      |       | PS    | Jacques Rigaud      |       | PS    |
| La Salvetat-sur-Agout  | Francis Cros        |       | PS    | Francis Cros        |       | PS    |
| Lattes                 | Cyril Meunier       |       | DVG   | Cyril Meunier       |       | DVG   |
| Le Caylar              | Frédéric Roig       |       | PS    | Frédéric Roig       |       | PS    |
| Les Matelles           | Georges Vincent*    |       | UMP   | Christian Dupraz    |       | EELV  |
| Lunel                  | Claude Barral       |       | PS    | Claude Barral       |       | PS    |
| Mauguio                | Yvon Pradeille*     |       | PS    | Yvon Bourell        |       | PS    |
| Montpellier-3          | Philippe Saurel     |       | PS    | Philippe Saurel     |       | PS    |
| Montpellier-5          | Christian Bénézis   |       | PS    | Christian Bénézis   |       | PS    |
| Montpellier-7          | Christian Bouillé*  |       | PS    | Jacques Martin      |       | PS    |
| Montpellier-9          | André Vézinhet      |       | PS    | André Vézinhet      |       | PS    |
| Montpellier-10         | Monique Pétard      |       | PS    | Monique Pétard      |       | PS    |
| Murviel-lès-Béziers    | Norbert Etienne     |       | PCF   | Norbert Etienne     |       | PCF   |
| Olargues               | Jean Arcas          |       | PS    | Jean Arcas          |       | PS    |
| Pézenas                | Pierre Guiraud      |       | PS    | Pierre Guiraud      |       | PS    |
| Pignan                 | Jean-Pierre Moure   |       | PS    | Jean-Pierre Moure   |       | PS    |
| Saint-Chinian          | Robert Tropéano     |       | PS    | Robert Tropéano     |       | PRG   |
| Saint-Gervais-sur-Mare | Jean-Luc Falip      |       | PS    | Jean-Luc Falip      |       | PS    |
| Servian                | Henri Cabanel       |       | PS    | Henri Cabanel       |       | PS    |
| Sète-2                 | François Liberti    |       | PCF   | François Liberti    |       | PCF   |

*Conseillers généraux sortants ne se représentant pas

### Résultats en nombre de sièges
| Parti | Sièges mis en jeu | Élus | Évolution |
| ----- | ----------------- | ---- | --------- |
| PS    | 24                | 25   | +1        |
| EELV  | 0                 | 1    | +1        |
| UMP   | 2                 | 0    | -2        |

### Assemblée départementale à l'issue des élections
| Parti                             | Sigle | Élus |
| --------------------------------- | ----- | ---- |
| Majorité (41 sièges)              |       |      |
| Parti socialiste                  | PS    | 35   |
| Parti communiste français         | PCF   | 3    |
| Divers gauche                     | DVG   | 2    |
| Europe Écologie Les Verts         | EELV  | 1    |
| Opposition (8 sièges)             |       |      |
| Union pour un mouvement populaire | UMP   | 4    |
| Sans étiquette                    | SE    | 4    |
| Président du conseil général      |       |      |
| André Vézinhet (PS)               |       |      |

## Résultats par canton

### Canton de Béziers-3
| Candidats      | Candidats           | Étiquette      | Premier tour | Premier tour | Second tour | Second tour |
| Candidats      | Candidats           | Étiquette      | Voix         | %            | Voix        | %           |
| -------------- | ------------------- | -------------- | ------------ | ------------ | ----------- | ----------- |
|                | Philippe Vidal      | PS             | 3 024        | 34,35        | 5 331       | 54,91       |
|                | Pascal Loubet       | FN             | 2 987        | 33,93        | 4 378       | 45,09       |
|                | René Pinazza        | UMP            | 1 271        | 14,44        |             |             |
|                | Agnès Gizard-Carlin | EÉLV           | 751          | 8,53         |             |             |
|                | Brigitte Quilès     | PCF            | 470          | 5,34         |             |             |
|                | Jacques Quedeville  | PG             | 301          | 3,42         |             |             |
|                |                     |                |              |              |             |             |
| Inscrits       | Inscrits            | Inscrits       | 21 393       | 100,00       | 21 393      | 100,00      |
| Abstentions    | Abstentions         | Abstentions    | 12 385       | 57,89        | 11 052      | 51,66       |
| Votants        | Votants             | Votants        | 9 008        | 42,11        | 10 341      | 48,34       |
| Blancs et nuls | Blancs et nuls      | Blancs et nuls | 204          | 2,26         | 632         | 6,11        |
| Exprimés       | Exprimés            | Exprimés       | 8 804        | 97,74        | 9 709       | 93,89       |

### Canton de Béziers-4
| Candidats      | Candidats            | Étiquette      | Premier tour | Premier tour | Second tour | Second tour |
| Candidats      | Candidats            | Étiquette      | Voix         | %            | Voix        | %           |
| -------------- | -------------------- | -------------- | ------------ | ------------ | ----------- | ----------- |
|                | Guillaume Vouzellaud | FN             | 3 585        | 35,17        | 5 859       | 49,28       |
|                | Jean-Michel du Plaa* | PS-EÉLV        | 2 758        | 27,06        | 6 029       | 50,72       |
|                | Pierre Villeneuve    | SE             | 1 734        | 17,01        |             |             |
|                | Gérard Niel          | PR             | 1 180        | 11,58        |             |             |
|                | Paul Barbazange      | PCF            | 937          | 9,19         |             |             |
|                |                      |                |              |              |             |             |
| Inscrits       | Inscrits             | Inscrits       | 26 656       | 100,00       | 26 656      | 100,00      |
| Abstentions    | Abstentions          | Abstentions    | 16 141       | 60,56        | 13 960      | 52,37       |
| Votants        | Votants              | Votants        | 10 515       | 39,45        | 12 696      | 47,63       |
| Blancs et nuls | Blancs et nuls       | Blancs et nuls | 321          | 3,05         | 808         | 6,36        |
| Exprimés       | Exprimés             | Exprimés       | 10 194       | 96,95        | 11 888      | 93,64       |

*sortant

### Canton de Capestang
| Candidats      | Candidats          | Étiquette      | Premier tour | Premier tour | Second tour | Second tour |
| Candidats      | Candidats          | Étiquette      | Voix         | %            | Voix        | %           |
| -------------- | ------------------ | -------------- | ------------ | ------------ | ----------- | ----------- |
|                | Jean-Noël Badenas* | PS             | 2 713        | 44,09        | 3 878       | 57,48       |
|                | Matthieu Esteyries | FN             | 2 022        | 32,86        | 2 869       | 42,52       |
|                | Christian Harquel  | PCF            | 727          | 11,82        |             |             |
|                | Jason Onderwater   | UMP            | 691          | 11,23        |             |             |
|                |                    |                |              |              |             |             |
| Inscrits       | Inscrits           | Inscrits       | 14 230       | 100,00       | 14 230      | 100,00      |
| Abstentions    | Abstentions        | Abstentions    | 7 899        | 55,28        | 6 975       | 49,42       |
| Votants        | Votants            | Votants        | 6 364        | 44,72        | 7 254       | 50,58       |
| Blancs et nuls | Blancs et nuls     | Blancs et nuls | 211          | 3,32         | 507         | 6,99        |
| Exprimés       | Exprimés           | Exprimés       | 6 153        | 96,68        | 6 747       | 93,01       |

*sortant

### Canton de Castelnau-le-Lez
| Candidats      | Candidats           | Étiquette      | Premier tour | Premier tour | Second tour | Second tour |
| Candidats      | Candidats           | Étiquette      | Voix         | %            | Voix        | %           |
| -------------- | ------------------- | -------------- | ------------ | ------------ | ----------- | ----------- |
|                | Pierre Bonnal       | PS             | 2 217        | 29,87        | 4 021       | 52,65       |
|                | Frédéric Lafforgue* | UMP            | 2 097        | 27,30        | 3 616       | 47,35       |
|                | Lucien Farnet       | FN             | 1 580        | 20,57        |             |             |
|                | Aliénor Bertrand    | EÉLV           | 1019         | 13,27        |             |             |
|                | Claude Privat       | Cap21          | 440          | 5,73         |             |             |
|                | Jean Huet           | PCF            | 327          | 4,26         |             |             |
|                |                     |                |              |              |             |             |
| Inscrits       | Inscrits            | Inscrits       | 18 505       | 100,00       | 18 505      | 100,00      |
| Abstentions    | Abstentions         | Abstentions    | 10 665       | 57,63        | 10 303      | 55,68       |
| Votants        | Votants             | Votants        | 7 840        | 42,37        | 8 202       | 44,32       |
| Blancs et nuls | Blancs et nuls      | Blancs et nuls | 160          | 2,04         | 565         | 6,89        |
| Exprimés       | Exprimés            | Exprimés       | 7 680        | 97,96        | 7 637       | 93,11       |

*sortant

### Canton de Castries
| Candidats      | Candidats            | Étiquette      | Premier tour | Premier tour | Second tour | Second tour |
| Candidats      | Candidats            | Étiquette      | Voix         | %            | Voix        | %           |
| -------------- | -------------------- | -------------- | ------------ | ------------ | ----------- | ----------- |
|                | Jean-Marcel Castet*  | PS             | 4 647        | 29,59        | 8 740       | 59,48       |
|                | Pierre Dudieuzere    | UMP            | 3 211        | 20,44        | 5 954       | 40,52       |
|                | Alain Plane          | FN             | 2 612        | 16,63        |             |             |
|                | Jean-Luc Meissonnier | DVD            | 2 600        | 16,55        |             |             |
|                | Thierry Ruf          | EÉLV           | 1 832        | 11,66        |             |             |
|                | Robert Trinquier     | PCF            | 804          | 5,12         |             |             |
|                |                      |                |              |              |             |             |
| Inscrits       | Inscrits             | Inscrits       | 34 138       | 100,00       | 34 138      | 100,00      |
| Abstentions    | Abstentions          | Abstentions    | 18 139       | 53,13        | 18 357      | 53,64       |
| Votants        | Votants              | Votants        | 15 999       | 46,87        | 15 866      | 46,36       |
| Blancs et nuls | Blancs et nuls       | Blancs et nuls | 293          | 1,83         | 1 172       | 7,39        |
| Exprimés       | Exprimés             | Exprimés       | 15 706       | 98,17        | 14 694      | 92,61       |

*sortant

### Canton de Clermont-l'Hérault
| Candidats      | Candidats                         | Étiquette      | Premier tour | Premier tour | Second tour | Second tour |
| Candidats      | Candidats                         | Étiquette      | Voix         | %            | Voix        | %           |
| -------------- | --------------------------------- | -------------- | ------------ | ------------ | ----------- | ----------- |
|                | Alain Cazorla*                    | PS             | 2 434        | 35,70        | 4 374       | 63,10       |
|                | Julien Ruche                      | FN             | 1 560        | 22,88        | 2 558       | 36,90       |
|                | Bernard Soto                      | DVG            | 861          | 12,63        |             |             |
|                | Marie Agnès Vailhé Sibertin-Blanc | UMP            | 832          | 12,20        |             |             |
|                | Myriam Hubert                     | PG-EELV        | 764          | 11,21        |             |             |
|                | Michel Capron                     | PCF            | 366          | 5,37         |             |             |
|                |                                   |                |              |              |             |             |
| Inscrits       | Inscrits                          | Inscrits       | 15 244       | 100,00       | 15 238      | 100,00      |
| Abstentions    | Abstentions                       | Abstentions    | 8 236        | 54,03        | 7 678       | 50,39       |
| Votants        | Votants                           | Votants        | 7 008        | 45,97        | 7 560       | 49,61       |
| Blancs et nuls | Blancs et nuls                    | Blancs et nuls | 191          | 2,73         | 628         | 8,31        |
| Exprimés       | Exprimés                          | Exprimés       | 6 817        | 97,27        | 6 932       | 91,69       |

*sortant

### Canton de Ganges
| Candidats      | Candidats            | Étiquette      | Premier tour | Premier tour | Second tour | Second tour |
| Candidats      | Candidats            | Étiquette      | Voix         | %            | Voix        | %           |
| -------------- | -------------------- | -------------- | ------------ | ------------ | ----------- | ----------- |
|                | Jacques Rigaud*      | PS             | 1 853        | 43,19        | 2 738       | 63,97       |
|                | Bernard Jamet        | FN             | 1 061        | 24,73        | 1 542       | 36,03       |
|                | Jean-Pierre Monteils | UMP            | 877          | 20,44        |             |             |
|                | Boris Chenaud        | NPA            | 499          | 11,63        |             |             |
|                |                      |                |              |              |             |             |
| Inscrits       | Inscrits             | Inscrits       | 8 051        | 100,00       | 8 051       | 100,00      |
| Abstentions    | Abstentions          | Abstentions    | 3 632        | 45,11        | 3 391       | 42,12       |
| Votants        | Votants              | Votants        | 4 419        | 54,89        | 1 202       | 57,88       |
| Blancs et nuls | Blancs et nuls       | Blancs et nuls | 129          | 2,92         | 380         | 8,15        |
| Exprimés       | Exprimés             | Exprimés       | 4 290        | 97,08        | 4 280       | 91,85       |

*sortant

### Canton de La Salvetat-sur-Agout
| Candidats      | Candidats          | Étiquette      | Premier tour | Premier tour |
| Candidats      | Candidats          | Étiquette      | Voix         | %            |
| -------------- | ------------------ | -------------- | ------------ | ------------ |
|                | Francis Cros*      | PS             | 629          | 57,50        |
|                | Michel Brunet      | SE             | 203          | 18,56        |
|                | Mickaël Camilleri  | UMP            | 148          | 13,53        |
|                | Philippe Delmotte  | FN             | 53           | 4,84         |
|                | Thierry Canals     | SE             | 36           | 3,29         |
|                | Bernard Paysserand | FdG            | 19           | 1,79         |
|                | Manuel Millan      | PCF            | 6            | 0,55         |
|                |                    |                |              |              |
| Inscrits       | Inscrits           | Inscrits       | 1 450        | 100,00       |
| Abstentions    | Abstentions        | Abstentions    | 337          | 23,24        |
| Votants        | Votants            | Votants        | 1 113        | 76,76        |
| Blancs et nuls | Blancs et nuls     | Blancs et nuls | 19           | 1,71         |
| Exprimés       | Exprimés           | Exprimés       | 1 094        | 98,29        |

*sortant

### Canton de Lattes
| Candidats      | Candidats          | Étiquette      | Premier tour | Premier tour | Second tour | Second tour |
| Candidats      | Candidats          | Étiquette      | Voix         | %            | Voix        | %           |
| -------------- | ------------------ | -------------- | ------------ | ------------ | ----------- | ----------- |
|                | Cyril Meunier*     | DVG            | 3 233        | 32,58        | 6 458       | 60,11       |
|                | Alain Jamet        | FN             | 2 667        | 26,87        | 4 286       | 39,89       |
|                | Jean-Pierre Rico   | NC             | 1 865        | 18,79        |             |             |
|                | Jean-Louis Jacquet | PS             | 967          | 9,74         |             |             |
|                | Daniel Bourguet    | EÉLV           | 687          | 6,92         |             |             |
|                | Bruno Cosme        | PCF            | 505          | 5,09         |             |             |
|                |                    |                |              |              |             |             |
| Inscrits       | Inscrits           | Inscrits       | 24 779       | 100,00       | 24 780      | 100,00      |
| Abstentions    | Abstentions        | Abstentions    | 14 608       | 58,95        | 13 313      | 53,72       |
| Votants        | Votants            | Votants        | 10 170       | 41,05        | 11 467      | 46,28       |
| Blancs et nuls | Blancs et nuls     | Blancs et nuls | 247          | 2,43         | 723         | 6,31        |
| Exprimés       | Exprimés           | Exprimés       | 9 924        | 97,57        | 10 744      | 93,69       |

*sortant

### Canton du Caylar
| Candidats      | Candidats      | Étiquette      | Premier tour | Premier tour |
| Candidats      | Candidats      | Étiquette      | Voix         | %            |
| -------------- | -------------- | -------------- | ------------ | ------------ |
|                | Frédéric Roig* | PS             | 600          | 100,00       |
|                |                |                |              |              |
| Inscrits       | Inscrits       | Inscrits       | 1 122        | 100,00       |
| Abstentions    | Abstentions    | Abstentions    | 427          | 38,06        |
| Votants        | Votants        | Votants        | 695          | 61,94        |
| Blancs et nuls | Blancs et nuls | Blancs et nuls | 95           | 13,67        |
| Exprimés       | Exprimés       | Exprimés       | 600          | 86,33        |

*sortant

### Canton des Matelles
| Candidats      | Candidats        | Étiquette      | Premier tour | Premier tour | Second tour | Second tour |
| Candidats      | Candidats        | Étiquette      | Voix         | %            | Voix        | %           |
| -------------- | ---------------- | -------------- | ------------ | ------------ | ----------- | ----------- |
|                | Christian Dupraz | EÉLV-PS        | 3 362        | 29,09        | 5 988       | 52,98       |
|                | Guillaume Fabre  | UMP            | 3 039        | 26,30        | 5 315       | 47,02       |
|                | Jérôme Lopez     | DVG            | 2 398        | 20,75        |             |             |
|                | Gérard Delamare  | FN             | 1 720        | 14,88        |             |             |
|                | Yvan Garcia      | FdG            | 816          | 7,06         |             |             |
|                | Marc Valery      | DLR            | 221          | 1,91         |             |             |
|                |                  |                |              |              |             |             |
| Inscrits       | Inscrits         | Inscrits       | 24 839       | 100,00       | 24 836      | 100,00      |
| Abstentions    | Abstentions      | Abstentions    | 13 031       | 52,46        | 12 761      | 51,38       |
| Votants        | Votants          | Votants        | 11 808       | 47,54        | 12 075      | 48,62       |
| Blancs et nuls | Blancs et nuls   | Blancs et nuls | 252          | 2,13         | 772         | 6,39        |
| Exprimés       | Exprimés         | Exprimés       | 11 556       | 97,87        | 11 303      | 93,61       |

### Canton de Lunel
L'élection dans le canton de Lunel se trouve très disputée avec huit candidats. Le conseiller général sortant, le socialiste Claude Barral, brigue un cinquième mandat. L'ancien maire de Lunel doit encore affronter celui qui l'a battu aux municipales de 2001 mais qu'il a battu de 50 voix aux cantonales précédentes, Claude Arnaud. Se présente également à gauche, l'écologiste Claude Voisin, candidat sur une liste de gauche aux municipales de 2008 à Lunel. On trouve aussi deux anciens maires de Marsillargues, le communiste Michel Génibrel, maire de 1995 à 2001, et son successeur, Philippe Ullès, maire de 2001 à 2008. Un deuxième candidat de droite, Daniel Rieusset, ancien maire de Valergues, est aussi de la partie. Enfin, à l'extrême droite, le militant FN José Castano, militant à Palavas-les-Flots, et le candidat de la Ligue du Midi, Patrick Marcou.

Cette vaste offre politique aboutit à un résultat serré entre le sortant PS, le maire de Lunel et le candidat FN, avec une abstention bondissant de 20 points. Ce sont le sortant et le candidat d'extrême droite qui se qualifient pour le second tour et, malgré un bon résultat pour le FN, les électeurs font le choix de la stabilité. On peut noter que si le conseiller socialiste au premier tour perd sept points, ce sont en réalité près de 2500 voix de moins qu'il obtient par rapport à 2004. Pour Claude Arnaud, ce sont 1600 voix qu'il perd. Les communistes, les écologistes et le FN, dans le même temps, sont stables.
| Candidats      | Candidats       | Étiquette      | Premier tour | Premier tour | Second tour | Second tour |
| Candidats      | Candidats       | Étiquette      | Voix         | %            | Voix        | %           |
| -------------- | --------------- | -------------- | ------------ | ------------ | ----------- | ----------- |
|                | Claude Barral*  | PS             | 3 876        | 27,29        | 8 006       | 53,66       |
|                | José Castano    | FN             | 3 761        | 26,27        | 6 915       | 46,34       |
|                | Claude Arnaud   | SE             | 3 592        | 25,48        |             |             |
|                | Claude Voisin   | EÉLV           | 1 153        | 8,11         |             |             |
|                | Michel Génibrel | PCF            | 793          | 5,58         |             |             |
|                | Philippe Ullès  | SE             | 511          | 3,60         |             |             |
|                | Daniel Rieusset | DVD            | 429          | 3,02         |             |             |
|                | Patrick Marcou  | LM             | 96           | 0,68         |             |             |
|                |                 |                |              |              |             |             |
| Inscrits       | Inscrits        | Inscrits       | 32 543       | 100,00       | 32 529      | 100,00      |
| Abstentions    | Abstentions     | Abstentions    | 17 950       | 55,16        | 16 477      | 50,65       |
| Votants        | Votants         | Votants        | 14 593       | 44,84        | 16 052      | 49,35       |
| Blancs et nuls | Blancs et nuls  | Blancs et nuls | 382          | 2,62         | 1 131       | 7,05        |
| Exprimés       | Exprimés        | Exprimés       | 14 211       | 97,38        | 14 921      | 92,95       |

*sortant

### Canton de Mauguio
| Candidats      | Candidats           | Étiquette      | Premier tour | Premier tour | Second tour | Second tour |
| Candidats      | Candidats           | Étiquette      | Voix         | %            | Voix        | %           |
| -------------- | ------------------- | -------------- | ------------ | ------------ | ----------- | ----------- |
|                | Yvon Bourrel        | DVG            | 3 546        | 30,56        | 7 703       | 62,29       |
|                | Christian Boggio    | FN             | 2 972        | 25,62        | 4 664       | 37,71       |
|                | Zina Bourguet       | EÉLV-PS        | 1 641        | 14,14        |             |             |
|                | Jean-Marc Aullen    | UMP            | 1 486        | 12,81        |             |             |
|                | Stéphane Ratinaud   | PRG            | 1 206        | 10,39        |             |             |
|                | Patrick Boucabeille | PCF            | 475          | 4,09         |             |             |
|                | José Tur            | LM             | 142          | 1,22         |             |             |
|                | Alain Visseq        | POI            | 134          | 1,15         |             |             |
|                |                     |                |              |              |             |             |
| Inscrits       | Inscrits            | Inscrits       | 27 820       | 100,00       | 27 810      | 100,00      |
| Abstentions    | Abstentions         | Abstentions    | 15 987       | 57,47        | 14 499      | 52,14       |
| Votants        | Votants             | Votants        | 11 833       | 42,53        | 13 311      | 47,86       |
| Blancs et nuls | Blancs et nuls      | Blancs et nuls | 231          | 1,95         | 944         | 7,09        |
| Exprimés       | Exprimés            | Exprimés       | 11 602       | 98,05        | 12 367      | 92,91       |

### Canton de Montpellier-3
| Candidats      | Candidats          | Étiquette      | Premier tour | Premier tour | Second tour | Second tour |
| Candidats      | Candidats          | Étiquette      | Voix         | %            | Voix        | %           |
| -------------- | ------------------ | -------------- | ------------ | ------------ | ----------- | ----------- |
|                | Philippe Saurel*   | PS             | 2 617        | 43,98        | 3 061       | 60,99       |
|                | Nicolas Dubourg    | EÉLV           | 996          | 16,74        | 1 958       | 39,01       |
|                | Joseph Francis     | DVD            | 971          | 16,32        |             |             |
|                | Pascal Grandperrin | FN             | 919          | 15,44        |             |             |
|                | Claude Avenante    | PCF-FG         | 330          | 5,55         |             |             |
|                | Thomas Balenghien  | NPA            | 118          | 1,98         |             |             |
|                |                    |                |              |              |             |             |
| Inscrits       | Inscrits           | Inscrits       | 16 898       | 100,00       | 16 898      | 100,00      |
| Abstentions    | Abstentions        | Abstentions    | 10 835       | 64,12        | 11 234      | 66,48       |
| Votants        | Votants            | Votants        | 6 063        | 35,88        | 5 664       | 33,52       |
| Blancs et nuls | Blancs et nuls     | Blancs et nuls | 112          | 1,85         | 645         | 11,39       |
| Exprimés       | Exprimés           | Exprimés       | 5 951        | 98,15        | 5 019       | 88,61       |

*sortant

### Canton de Montpellier-5
| Candidats      | Candidats             | Étiquette      | Premier tour | Premier tour | Second tour | Second tour |
| Candidats      | Candidats             | Étiquette      | Voix         | %            | Voix        | %           |
| -------------- | --------------------- | -------------- | ------------ | ------------ | ----------- | ----------- |
|                | Christian Bénézis*    | PS             | 843          | 24,01        | 2 458       | 67,20       |
|                | Alexandra Poucet      | FN             | 765          | 21,79        | 1 200       | 32,80       |
|                | Annie Benezech        | DVG            | 697          | 19,85        |             |             |
|                | Michel Moxin          | UMP            | 441          | 12,56        |             |             |
|                | Manu Reynaud          | EÉLV           | 378          | 10,77        |             |             |
|                | Frédéric Tsitsonis    | MoDem          | 167          | 4,76         |             |             |
|                | Mathieu Pradel-Boggio | PCF-FG         | 142          | 4,04         |             |             |
|                | Sophie Bietrix        | NPA            | 78           | 2,22         |             |             |
|                |                       |                |              |              |             |             |
| Inscrits       | Inscrits              | Inscrits       | 9 922        | 100,00       | 9 922       | 100,00      |
| Abstentions    | Abstentions           | Abstentions    | 6 312        | 63,62        | 5 966       | 60,13       |
| Votants        | Votants               | Votants        | 3 610        | 36,38        | 3 956       | 39,87       |
| Blancs et nuls | Blancs et nuls        | Blancs et nuls | 99           | 1,00         | 298         | 7,53        |
| Exprimés       | Exprimés              | Exprimés       | 3 511        | 35,39        | 3 658       | 92,47       |

*sortant

### Canton de Montpellier-7
| Candidats      | Candidats        | Étiquette      | Premier tour | Premier tour | Second tour | Second tour |
| Candidats      | Candidats        | Étiquette      | Voix         | %            | Voix        | %           |
| -------------- | ---------------- | -------------- | ------------ | ------------ | ----------- | ----------- |
|                | Jacques Martin   | PS             | 1 302        | 31,34        | 3 276       | 71,31       |
|                | Charles Galtier  | FN             | 876          | 21,09        | 1 318       | 28,69       |
|                | Mustapha Majdoul | EÉLV           | 747          | 17,98        |             |             |
|                | Éric Cavalier    | UMP            | 577          | 13,89        |             |             |
|                | Damien Gautreau  | PCF            | 416          | 10,01        |             |             |
|                | Francis Viguié   | NPA            | 171          | 4,12         |             |             |
|                | Audrey Marc      | POI            | 65           | 1,56         |             |             |
|                |                  |                |              |              |             |             |
| Inscrits       | Inscrits         | Inscrits       | 13 935       | 100,00       | 13 935      | 100,00      |
| Abstentions    | Abstentions      | Abstentions    | 9 677        | 69,44        | 9 017       | 64,71       |
| Votants        | Votants          | Votants        | 4 258        | 30,56        | 4 918       | 35,29       |
| Blancs et nuls | Blancs et nuls   | Blancs et nuls | 104          | 2,44         | 324         | 6,59        |
| Exprimés       | Exprimés         | Exprimés       | 4 154        | 97,56        | 4 594       | 93,41       |

Ballotage entre Jacques Martin et Charles Galtier.

### Canton de Montpellier-9
| Candidats      | Candidats           | Étiquette      | Premier tour | Premier tour | Second tour | Second tour |
| Candidats      | Candidats           | Étiquette      | Voix         | %            | Voix        | %           |
| -------------- | ------------------- | -------------- | ------------ | ------------ | ----------- | ----------- |
|                | André Vézinhet*     | PS-EÉLV        | 1 946        | 48,69        | 2 746       | 65,47       |
|                | Mohamed Bouklit     | FG             | 872          | 21,82        | 1 448       | 34,53       |
|                | Hélène Zouroudis    | FN             | 830          | 20,77        |             |             |
|                | Josiane Foucault    | UMP            | 217          | 5,43         |             |             |
|                | Jean-Pierre Sparfel | POI            | 53           | 1,33         |             |             |
|                | Olivier Roudier     | EXD            | 79           | 1,98         |             |             |
|                |                     |                |              |              |             |             |
| Inscrits       | Inscrits            | Inscrits       | 12 805       | 100,00       | 12 805      | 100,00      |
| Abstentions    | Abstentions         | Abstentions    | 8 667        | 67,68        | 8 179       | 63,87       |
| Votants        | Votants             | Votants        | 4 138        | 32,32        | 4 626       | 36,13       |
| Blancs et nuls | Blancs et nuls      | Blancs et nuls | 141          | 3,41         | 432         | 9,34        |
| Exprimés       | Exprimés            | Exprimés       | 3 997        | 96,59        | 4 194       | 90,66       |

*sortant

### Canton de Montpellier-10
| Candidats      | Candidats         | Étiquette      | Premier tour | Premier tour | Second tour | Second tour |
| Candidats      | Candidats         | Étiquette      | Voix         | %            | Voix        | %           |
| -------------- | ----------------- | -------------- | ------------ | ------------ | ----------- | ----------- |
|                | Monique Pétard*   | PS             | 2 732        | 31,69        | 6 153       | 66,51       |
|                | Alain Beruet      | FN             | 1 958        | 22,71        | 3 098       | 33,49       |
|                | Michel Capron     | UMP            | 1 669        | 19,36        |             |             |
|                | Régine Barthélémy | EÉLV           | 1 283        | 14,88        |             |             |
|                | Lionel Descamps   | FG             | 896          | 10,39        |             |             |
|                | Annie Salse       | POI            | 83           | 0,96         |             |             |
|                |                   |                |              |              |             |             |
| Inscrits       | Inscrits          | Inscrits       | 25 581       | 100,00       | 25 582      | 100,00      |
| Abstentions    | Abstentions       | Abstentions    | 16 703       | 65,29        | 15 505      | 60,61       |
| Votants        | Votants           | Votants        | 8 878        | 34,71        | 10 077      | 39,39       |
| Blancs et nuls | Blancs et nuls    | Blancs et nuls | 257          | 2,89         | 826         | 8,20        |
| Exprimés       | Exprimés          | Exprimés       | 8 621        | 97,11        | 9 251       | 91,80       |

*sortant

### Canton de Murviel-lès-Béziers
| Candidats      | Candidats        | Étiquette      | Premier tour | Premier tour |
| Candidats      | Candidats        | Étiquette      | Voix         | %            |
| -------------- | ---------------- | -------------- | ------------ | ------------ |
|                | Norbert Etienne* | PCF            | 2 667        | 61,17        |
|                | Alexandre Lucas  | FN             | 1 239        | 28,42        |
|                | Marc Mirabet     | UMP            | 454          | 10,41        |
|                |                  |                |              |              |
| Inscrits       | Inscrits         | Inscrits       | 8 839        | 100,00       |
| Abstentions    | Abstentions      | Abstentions    | 4 338        | 49,08        |
| Votants        | Votants          | Votants        | 4 501        | 50,92        |
| Blancs et nuls | Blancs et nuls   | Blancs et nuls | 141          | 3,13         |
| Exprimés       | Exprimés         | Exprimés       | 4 360        | 96,87        |

*sortant

### Canton d'Olargues
| Candidats      | Candidats       | Étiquette      | Premier tour | Premier tour |
| Candidats      | Candidats       | Étiquette      | Voix         | %            |
| -------------- | --------------- | -------------- | ------------ | ------------ |
|                | Jean Arcas*     | PS             | 1168         | 55,94        |
|                | Michèle Comps   | EÉLV           | 287          | 13,75        |
|                | Pierre Blondeau | FG             | 207          | 9,91         |
|                | Thierry Busson  | FN             | 205          | 9,82         |
|                | Laurent Gomez   | MoDem          | 159          | 7,61         |
|                | Maryse Launais  | POI            | 62           | 2,97         |
|                |                 |                |              |              |
| Inscrits       | Inscrits        | Inscrits       | 3 619        | 100,00       |
| Abstentions    | Abstentions     | Abstentions    | 1 454        | 40,18        |
| Votants        | Votants         | Votants        | 2 165        | 59,82        |
| Blancs et nuls | Blancs et nuls  | Blancs et nuls | 77           | 3,56         |
| Exprimés       | Exprimés        | Exprimés       | 2 088        | 96,44        |

*sortant

### Canton de Pézenas
| Candidats      | Candidats       | Étiquette      | Premier tour | Premier tour | Second tour | Second tour |
| Candidats      | Candidats       | Étiquette      | Voix         | %            | Voix        | %           |
| -------------- | --------------- | -------------- | ------------ | ------------ | ----------- | ----------- |
|                | Pierre Guiraud* | PS             | 2 375        | 43,56        | 3 900       | 67,77       |
|                | François Amoros | FN             | 1 191        | 21,85        | 1 855       | 32,23       |
|                | Michel Carayon  | UMP            | 968          | 17,75        |             |             |
|                | Jérôme Ivorra   | FG             | 459          | 8,42         |             |             |
|                | René Verdeil    | DVG            | 367          | 6,73         |             |             |
|                | Yves Gonzales   | POI            | 92           | 1,69         |             |             |
|                |                 |                |              |              |             |             |
| Inscrits       | Inscrits        | Inscrits       | 11 479       | 100,00       | 11 477      | 100,00      |
| Abstentions    | Abstentions     | Abstentions    | 5 877        | 51,20        | 5 329       | 46,43       |
| Votants        | Votants         | Votants        | 5 602        | 48,80        | 6 148       | 53,57       |
| Blancs et nuls | Blancs et nuls  | Blancs et nuls | 150          | 2,68         | 393         | 6,39        |
| Exprimés       | Exprimés        | Exprimés       | 5 452        | 97,32        | 5 755       | 93,61       |

*sortant

### Canton de Pignan
| Candidats      | Candidats          | Étiquette      | Premier tour | Premier tour | Second tour | Second tour |
| Candidats      | Candidats          | Étiquette      | Voix         | %            | Voix        | %           |
| -------------- | ------------------ | -------------- | ------------ | ------------ | ----------- | ----------- |
|                | Jean-Pierre Moure* | PS             | 3 183        | 30,75        | 5 781       | 60,87       |
|                | Jacques Martinier  | UMP            | 1 774        | 17,14        | 3 717       | 39,13       |
|                | Francis Cabannes   | FN             | 1 769        | 17,09        |             |             |
|                | Michelle Cassar    | SE             | 1 696        | 16,38        |             |             |
|                | Jean-Luc Grolleau  | EÉLV           | 880          | 8,50         |             |             |
|                | Thierry Angles     | FG             | 863          | 8,34         |             |             |
|                | Bruno Roudil       | ÉCO            | 186          | 1,80         |             |             |
|                |                    |                |              |              |             |             |
| Inscrits       | Inscrits           | Inscrits       | 22 360       | 100,00       | 22 368      | 100,00      |
| Abstentions    | Abstentions        | Abstentions    | 11 811       | 52,82        | 11 962      | 53,48       |
| Votants        | Votants            | Votants        | 10 549       | 47,18        | 10 406      | 46,52       |
| Blancs et nuls | Blancs et nuls     | Blancs et nuls | 198          | 1,88         | 908         | 8,73        |
| Exprimés       | Exprimés           | Exprimés       | 10 351       | 98,12        | 9 498       | 91,27       |

*sortant

### Canton de Saint-Chinian
| Candidats      | Candidats        | Étiquette      | Premier tour | Premier tour | Second tour | Second tour |
| Candidats      | Candidats        | Étiquette      | Voix         | %            | Voix        | %           |
| -------------- | ---------------- | -------------- | ------------ | ------------ | ----------- | ----------- |
|                | Robert Tropéano* | PS             | 1 573        | 47,65        | 1 786       | 55,24       |
|                | Gérard Affre     | SE             | 915          | 27,72        | 1 447       | 44,76       |
|                | Philippe Py      | FN             | 642          | 19,45        |             |             |
|                | Jacques Cros     | PCF            | 171          | 5,18         |             |             |
|                |                  |                |              |              |             |             |
| Inscrits       | Inscrits         | Inscrits       | 6 003        | 100,00       | 6 003       | 100,00      |
| Abstentions    | Abstentions      | Abstentions    | 2 575        | 42,90        | 2 527       | 42,10       |
| Votants        | Votants          | Votants        | 3 428        | 57,10        | 3 476       | 57,90       |
| Blancs et nuls | Blancs et nuls   | Blancs et nuls | 127          | 3,70         | 243         | 6,99        |
| Exprimés       | Exprimés         | Exprimés       | 3 301        | 96,30        | 3 233       | 93,01       |

*sortant

### Canton de Saint-Gervais-sur-Mare
| Candidats      | Candidats          | Étiquette      | Premier tour | Premier tour |
| Candidats      | Candidats          | Étiquette      | Voix         | %            |
| -------------- | ------------------ | -------------- | ------------ | ------------ |
|                | Jean-Luc Falip*    | PS             | 2 296        | 62,58        |
|                | Luc Salles         | DVG            | 599          | 16,33        |
|                | Patrick Bevilacqua | FN             | 427          | 11,64        |
|                | Jean Coupiac       | EELV           | 347          | 9,46         |
|                |                    |                |              |              |
| Inscrits       | Inscrits           | Inscrits       | 6 314        | 100,00       |
| Abstentions    | Abstentions        | Abstentions    | 2 571        | 40,72        |
| Votants        | Votants            | Votants        | 3 743        | 59,28        |
| Blancs et nuls | Blancs et nuls     | Blancs et nuls | 74           | 1,98         |
| Exprimés       | Exprimés           | Exprimés       | 3 669        | 98,02        |

*sortant

### Canton de Servian
| Candidats      | Candidats         | Étiquette      | Premier tour | Premier tour | Second tour | Second tour |
| Candidats      | Candidats         | Étiquette      | Voix         | %            | Voix        | %           |
| -------------- | ----------------- | -------------- | ------------ | ------------ | ----------- | ----------- |
|                | Henri Cabanel*    | PS             | 2 250        | 47,83        | 3 005       | 60,47       |
|                | Louis Lucas       | FN             | 1 291        | 27,44        | 1 964       | 39,53       |
|                | Jean-Luc Taurines | PCF            | 509          | 10,82        |             |             |
|                | Fernand Bouty     | UMP            | 654          | 13,90        |             |             |
|                |                   |                |              |              |             |             |
| Inscrits       | Inscrits          | Inscrits       | 10 016       | 100,00       | 10 016      | 100,00      |
| Abstentions    | Abstentions       | Abstentions    | 5 182        | 51,74        | 4 713       | 47,05       |
| Votants        | Votants           | Votants        | 4 834        | 48,26        | 5 303       | 52,95       |
| Blancs et nuls | Blancs et nuls    | Blancs et nuls | 130          | 2,69         | 334         | 6,30        |
| Exprimés       | Exprimés          | Exprimés       | 4 704        | 97,31        | 4 969       | 93,70       |

*sortant

### Canton de Sète-2
| Candidats      | Candidats            | Étiquette      | Premier tour | Premier tour | Second tour | Second tour |
| Candidats      | Candidats            | Étiquette      | Voix         | %            | Voix        | %           |
| -------------- | -------------------- | -------------- | ------------ | ------------ | ----------- | ----------- |
|                | François Liberti*    | PCF            | 3 121        | 39,84        | 4 762       | 57,90       |
|                | Emile Anfosso        | UMP            | 2 104        | 26,86        | 3 463       | 42,10       |
|                | France Jamet         | FN             | 1803         | 23,02        |             |             |
|                | Bernard Fabreguettes | PS             | 455          | 5,81         |             |             |
|                | Françoise Alamartine | EÉLV           | 350          | 4,47         |             |             |
|                |                      |                |              |              |             |             |
| Inscrits       | Inscrits             | Inscrits       | 15 493       | 100,00       | 15 493      | 100,00      |
| Abstentions    | Abstentions          | Abstentions    | 7 457        | 48,13        | 6 602       | 42,61       |
| Votants        | Votants              | Votants        | 8 036        | 51,87        | 8 891       | 57,39       |
| Blancs et nuls | Blancs et nuls       | Blancs et nuls | 203          | 2,53         | 666         | 7,49        |
| Exprimés       | Exprimés             | Exprimés       | 7 833        | 97,47        | 8 225       | 92,51       |

*sortant